# Museu de Arte da Bahia
O Museu de Arte da Bahia (conhecido pelo acrônimo MAB) é um museu público estadual localizado na cidade de Salvador. Fundado em 1918, é o mais antigo museu da Bahia e um dos dez primeiros fundados no Brasil. Estabelecido segundo o modelo de museu enciclopédico, sob a denominação de Museu do Estado, a instituição surgiu como depositária do patrimônio histórico, etnográfico e científico da Bahia, especializando-se gradualmente nas décadas seguintes como um espaço museológico devotado às artes visuais e decorativas.
Possui um acervo composto por aproximadamente 5 000 obras de grande valor histórico e artístico, formado por meio da reunião de diversas coleções organizadas na Bahia desde meados do século XIX, como as de Jonathas Abbott e de Góis Calmon, ambas adquiridas pelo governo baiano. A coleção abarca pinturas da escola baiana e de artistas estrangeiros, datadas do século XVI em diante, imaginária do período colonial e um amplo conjunto de artes decorativas, com peças brasileiras, europeias e orientais. Possui também um rico acervo documental, composto por fotografias, mapas, correspondências, etc.
Desde 1982, o Museu de Arte da Bahia encontra-se instalado no Palácio da Vitória, uma edificação em estilo neocolonial que serviu no passado como sede da Secretaria de Educação e Saúde. O espaço é dotado de uma biblioteca especializada, com cerca de 12 000 livros, e auditório. O MAB sedia exposições permanentes e temporárias e organiza múltiplas atividades culturais, como cursos, ciclos de conferências, apresentações musicais e exibição de filmes.

## História

### Antecedentes

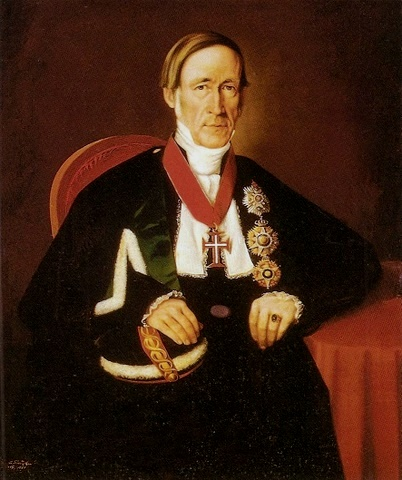
João Francisco Lopes Rodrigues - Retrato do Conselheiro Jonathas Abbott, s.d. Acervo do MAB.

Parte substancial do patrimônio histórico-artístico hoje conservado no Museu de Arte da Bahia tem sua origem na coleção de obras de arte de Jonathas Abbott, médico inglês radicado em Salvador na primeira metade do século XIX. Notável colecionador, Abbott chegou a reunir, ao longo de muitas décadas, quase 400 peças, pinturas em sua maior parte. As obras estrangeiras foram provavelmente adquiridas por ocasião das estadias de Abbott na Europa, em 1820, entre 1830 e 1832 e entre 1852 e 1853.
No que se refere à arte brasileira, Abbott dedicou-se a adquirir obras da escola baiana de pintura (telas e painéis de José Joaquim da Rocha, José Teófilo de Jesus, Franco Velasco, etc.), constituindo um exemplo raro, se não único, de colecionismo voltado à arte do período colonial brasileiro ainda no século XIX — com a consolidação do academismo, a produção artística dos tempos coloniais foi por muito tempo ignorada ou relegada à condição de cultura artística inferior, situação que só começaria a mudar a partir da ação da primeira geração de modernistas.
Após a morte de Abbott, uma pequena parte de sua coleção foi desmembrada e seguiu junto com seu filho para o Rio de Janeiro. A maior parte das peças restantes foi adquirida junto à família do médico em 1871 por ordem do vice-presidente da província da Bahia, Francisco José da Rocha. Com a aquisição, Rocha buscava formar uma galeria de arte no Liceu de Artes e Ofícios. As peças adquiridas pelo governo provincial foram escolhidas por uma comissão, da qual tomou parte o pintor José Rodrigues Nunes. As telas permaneceram expostas nas salas do Liceu até o ano de 1925.

### A fundação e os primeiros anos
O Museu de Arte da Bahia foi oficialmente estabelecido em 23 de julho de 1918, sob a denominação de Museu do Estado da Bahia. Instituído pela lei n.º 1 255, durante o governo de Antônio Muniz Sodré de Aragão, foi a primeira instituição museológica da Bahia e uma das dez primeiras do Brasil. Durante as primeiras décadas de existência, o Museu do Estado funcionaria como um anexo do Arquivo Público da Bahia (criado em 1890). Não possuía então o atual perfil de museu de artes visuais, mas sim de museu enciclopédico, de cunho histórico-naturalista, reunindo um acervo diversificado, composto por gravuras, mobiliário, numismática, coleções etnológicas e peças relacionadas às ciências naturais. O historiador Francisco Borges de Barros, um dos principais idealizadores da instituição, foi nomeado como seu primeiro diretor, permanecendo à frente do museu até 1930, período em que acumulou também o cargo de diretor do Arquivo Público.
Durante o governo de José Joaquim Seabra, o Arquivo Público e o Museu do Estado tiveram suas funções e estruturas organizacionais regulamentadas por meio do decreto n.º 2 220 de 26 de junho de 1920. As duas instituições passaram a ser geridas pela Secretaria do Interior, Justiça e Instrução Pública. O acervo do Museu do Estado, organizado em três seções principais (etnologia, numismática e história) passou a ser gradualmente ampliado por meio de aquisições e doações. Em 1925, por decisão do governo Góis Calmon, a coleção Jonathas Abbott que até então se encontrava conservada no Liceu de Artes e Ofícios foi transferida para o Museu do Estado, dando origem a um novo núcleo do acervo: a pinacoteca, reunindo obras dos mais representativos autores baianos. Ainda no governo Góis Calmon, o museu teve seu nome alterado para Museu da Bahia. O acervo foi reorganizado nas seções de arquivo, museu e gabinete numismático.
Em 1930, durante o governo do interventor Bastos do Amaral, novos decretos alteraram a estrutura da instituição. O Arquivo Público foi elevado à condição de inspetoria (sob o nome de Arquivo Público e Inspetoria de Monumentos) e a coleção de arte ganhou o status de órgão independente, desmembrando-se do arquivo e sendo renomeada como Pinacoteca do Estado da Bahia, tendo o Museu Histórico (coleções de etnologia, história, ciências naturais e numismática) como anexo. Mas foi somente no ano seguinte que o acervo histórico-artístico da pinacoteca e de seu anexo foi aberto à visitação pública, após sua instalação no Solar Pacífico Ferreira, situado na Praça Dois de Julho, bairro de Campo Grande, no terreno onde hoje se encontra construído o Teatro Castro Alves. Ainda em 1931, foi inaugurada a biblioteca do museu.

### A gestão Valladares
Em 1933, por decisão do governo Juracy Magalhães, a instituição foi elevada à categoria de inspetoria, sob a denominação de Pinacoteca e Museu do Estado, passando a ser diretamente subordinada à Secretaria do Estado do Interior, Justiça e Saúde Pública. Sucederam-se respectivamente em sua direção, ao longo dos anos 30, os inspetores Gabriel Inácio Godinho, Antonio de Araújo Bulcão Sobrinho e Guiomar Carvalho Florence. Na gestão do último, uma nova reforma estatutária vinculou a instituição à Secretaria de Educação, Saúde e Assistência Pública. O então titular desta pasta, Isaías Alves, teve papel de destaque na orientação da instituição rumo ao perfil de centro popular de estudos históricos, artísticos e etnográficos, de cunho eminentemente pedagógico.
A partir de 1939, a Pinacoteca e Museu do Estado da Bahia passou a ser gerida pelo historiador e crítico de arte José Antônio do Prado Valladares. Sua gestão, que se estendeu até a sua morte em 1959, foi de grande relevância para a consolidação da instituição como museu de artes visuais, bem como para a normatização de suas funções e para sua projeção no âmbito nacional. Valladares foi o responsável pelas primeiras atividades de catalogação sistemática do acervo e de organização da documentação museológica e histórica. Deu início a uma linha de publicações editadas pelo próprio museu, contribuindo para o desenvolvimento de pesquisas amparadas no próprio acervo. Criou o Salão Baiano de Belas Artes, sediado na instituição ao longo de quase um decênio, responsável por atrair a atenção dos artistas e críticos de arte de todas as regiões do Brasil à instituição. Por fim, contribuiu para a expansão da biblioteca do museu, adquirindo uma vasta bibliografia especializada. Os estudos e publicações de Valladares, como seu livro Museus para o povo, resultado de estudos realizados nos Estados Unidos, constituem até hoje uma referência de primeira importância para a museologia baiana.
Em 1943, o acervo do museu foi expressivamente enriquecido graças à aquisição de uma grande coleção de artes decorativas, composta por peças importantes de mobiliário baiano, porcelanas orientais e europeias, cristais, ourivesaria, prataria, alfaias, esculturas religiosas e pinturas, que pertencera ao ex-governador Góes Calmon. Na mesma ocasião, o governo do estado adquiriu também o Palacete Góes Calmon, situado na Avenida Joana Angélica, no bairro de Nazaré. Três anos mais tarde, em 1946, a instituição foi transferida para o palacete, após obras de reforma e adaptação, uma vez que o Solar Pacífico Pereira não comportava mais o crescente acervo.

### Dos anos 1960 à gestão Emanoel Araújo
Em 1959, a coleção de arte moderna e contemporânea da Pinacoteca e Museu do Estado da Bahia foi desmembrada e transferida para o Solar do Unhão, servindo de acervo base do recém-fundado Museu de Arte Moderna da Bahia, dirigido por Lina Bo Bardi. Sucedendo Prado Valladares, Carlos Eduardo da Rocha assumiu nesse mesmo a direção do museu, permanecendo no cargo até 1974.
Durante o governo de Luís Viana Filho, a sede do museu, o Solar Góis Calmon, passou por uma ampla reforma. Em função dos trabalhos, parte do acervo foi transferido para locais provisórios, nomeadamente as salas do Convento do Carmo. Outras obras foram transferidas em regime de comodato para o conjunto arquitetônico do Engenho Freguesia, na cidade de Candeias, servindo de acervo inaugural do Museu do Recôncavo Wanderley Pinho, criado em 1971. Terminada a reforma em 1970, a instituição, já renomeada Museu de Arte da Bahia, foi reaberta à visitação pública.
Após Carlos Eduardo Rocha, ocuparam, a direção do MAB, a museóloga Ana Lúcia Uchoa Peixoto (1975-1979), o decorador e crítico de arte José de Souza Pedreira (1979-1981) e o artista plástico Emanoel Araújo (1981-1983). Durante a gestão de Emanoel Araújo, com apoio do então governador Antônio Carlos Magalhães, o museu foi transferido do Solar Góis Calmon para sua sede atual, o Palácio da Vitória, na Avenida Sete de Setembro. A transferência da instituição, antiga reivindicação dos funcionários do museu e da comunidade artística local, ocorreu após uma longa reforma no palácio, visando a adaptá-lo às necessidades museológicas. O planejamento e execução das transferências ficou a cargo do diretor do museu. O MAB foi reinaugurado em 5 de novembro de 1982.
O novo espaço permitiu, ao MAB, ampliar sua atuação segundo o modelo de centro cultural, sediando atividades múltiplas, como exposições temporárias, cursos, conferências, concertos e sessões de cinema etc. Ainda sob a gestão Emanoel Araújo, grande parte do acervo foi restaurada.

### Dos anos 1980 aos dias de hoje
Após a saída de Emanoel Araújo, sucederam-se, na direção do Museu de Arte da Bahia, o artista plástico Luiz Jasmin (1983-1987) e as museólogas Antonia Barros Pinheiro (1987-1989) e Valdete Paranhos (1989-1991). Na gestão da última, o museu viu-se obrigado a fechar as portas às visitas públicas, apenas sete anos após sua reinauguração no Palácio da Vitória, devido à falta de manutenção do imóvel, aliada a diversas outras deficiências.
Em 1991, a museóloga Sylvia Athayde assumiu a direção do MAB, permanecendo no cargo até hoje. Em sua gestão, o museu foi reaberto, após dois anos de atividades suspensas. Uma ampla reforma foi feita nos espaços internos e na fachada do edifício e as redes elétrica e hidráulica foram reconstruídas. A gestão Athayde também idealizou uma nova orientação museográfica, estabelecendo dois circuitos expositivos independentes nas salas dedicadas ao acervo permanente. Athayde coordenou os trabalhos de restauração de peças do acervo, cobrindo 90% da coleção de obras sobre papel, 50% da coleção de pintura e algumas peças importantes das coleções de escultura, mobiliário e porcelana.
Em 1994, com apoio da Odebrecht (atual Novonor), o museu instalou equipamentos de climatização e de controle de umidade nas salas de exposições temporárias, adequando o espaço aos critérios internacionais para recepção de mostras itinerantes. No ano seguinte, com subvenção do governo do estado, a reserva técnica e o auditório do museu recebem equipamentos de climatização. Mais recentemente, a direção do MAB apresentou uma proposta de expansão do espaço físico do museu, por meio da construção de um edifício anexo ao Palácio da Vitória, com acesso pelo Vale do Canela. O novo espaço abrigaria o Teatro do Museu, um café-restaurante, pátio para apresentações musicais e outros serviços para os visitantes.

## O edifício

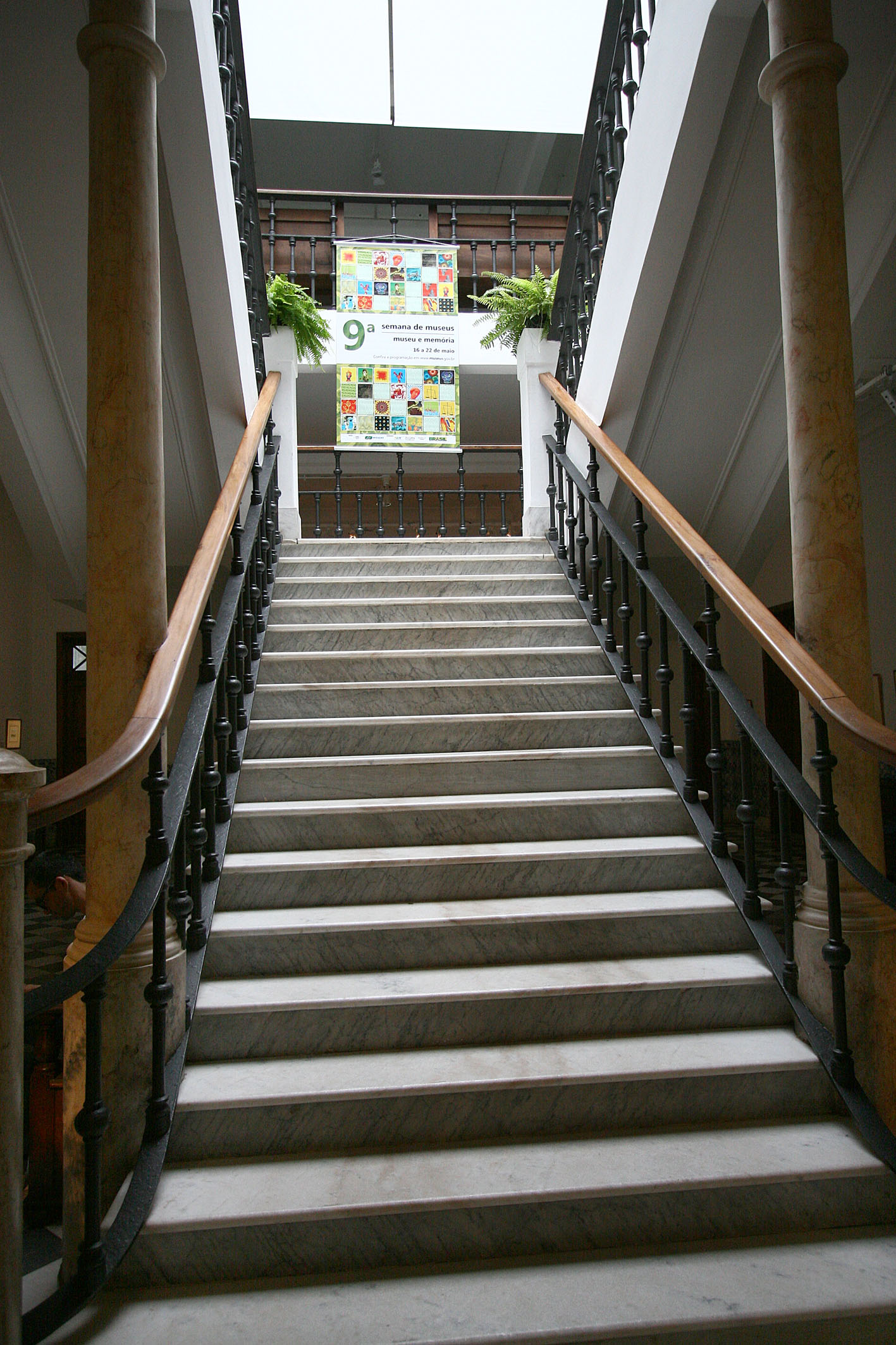
Escada no interior do edifício, durante a 9.ª Semana de Museus, em 2011

O Palácio da Vitória, atual sede do Museu de Arte da Bahia, localiza-se na Avenida Sete de Setembro, no trecho conhecido como “Corredor da Vitória”, no bairro homônimo de Salvador. O local é uma área de destaque na cidade por ter abrigado, até meados do século XX, mansões pertencentes a famílias tradicionais da sociedade baiana.
No terreno onde hoje se localiza a sede do MAB existia, no início do século XIX, um palacete erguido a pedido do rico comerciante de escravos José de Cerqueira Lima. Após sua aquisição por Francisco Pereira de Almeida Sebrão, em 1858, o palacete foi transformado no Colégio São José, instituição de grande relevância na história da evolução pedagógica e cultural da Bahia. Em 1879, adquirido pelo governo, o palacete passou a ser utilizado como residência oficial dos presidentes da província. Após a Proclamação da República em 1889, prosseguiu como residência oficial, sob a denominação de Palácio dos Governadores. Durante o governo Góis Calmon (1924-1927), o palacete, em péssimo estado de conservação, foi demolido.
Ainda no governo Góis Calmon, iniciou-se a construção do edifício atual, em concreto armado e estilo neocolonial, para servir de sede à Secretaria de Educação e Saúde. Na decoração da fachada e dos espaços internos foram utilizados diversos elementos arquitetônicos originários de outros solares demolidos. Destaca-se, sobretudo, a portada seiscentista em cantaria e madeira entalhada, datada de 1674 e proveniente do Solar João de Aguiar Matos. Dotada de moldura em arenito, formando desenho de tranças e frontão com volutas, a portada é equipada com uma porta monumental em jacarandá e vinhático, entalhada e decorada com motivos de painéis retangulares e máscaras em baixo-relevo. Outro elemento original importante é o corrimão escalonado da escada nobre, procedente do antigo Convento de Santo Antônio do Paraguaçu, no Recôncavo Baiano, formado por seções de uma grade de comunhão, com colunas torneadas e figuras entalhadas, bastante representativo da talha barroca.
Nos espaços internos dos dois andares do edifício, destaca-se a decoração em azulejos. O hall do andar térreo é revestido com silhares de azulejos azuis e brancos do século XIX. Espalhadas pelo hall, encontra-se uma série de estátuas em mármore, incluindo-se quatro obras alegóricas das estações, que originalmente decoravam a balaustrada da Praça Municipal, nos arredores do Elevador Lacerda. O auditório é revestido por painéis de azulejos em estilo neoclássico, provavelmente fabricados pela Real Fábrica do Rato de Lisboa, representando medalhões ovais com paisagens e cenas bucólicas circunscritos por guirlandas, além de outros painéis de azulejos amarelos e brancos, procedentes da Fábrica das Devesas do Porto, também do século XIX. A sala da diretoria é decorada com painéis de azulejos portugueses seiscentistas em padrão "tapete", nas cores amarelo, azul e branco.

## Acervo

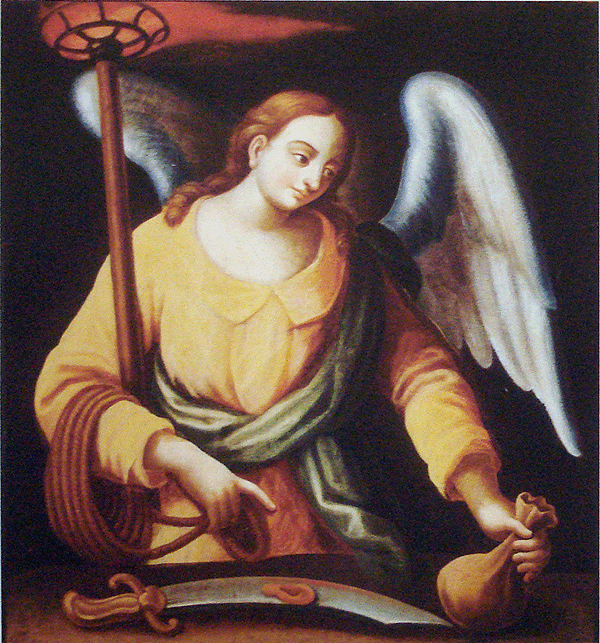
José Joaquim da Rocha - Anjo da Procissão dos Fogaréus, 1786. Acervo do MAB.

### Formação do acervo
O acervo do MAB foi formado por meio da união de diversas coleções amealhadas na Bahia por particulares e por representantes do poder público desde meados do século XIX. Destaca-se, como núcleo fundamental do acervo, a coleção do médico Jonathas Abbott, composta por pinturas baianas dos séculos XVIII e XIX e por pinturas europeias datadas do século XVI em diante. Adquirida pelo governo da província em 1871, tornou-se a primeira pinacoteca pública da Bahia.
Em 1943, outra aquisição de grande relevo para o acervo foi feita pelo governo do estado. Trata-se da coleção do ex-governador Góis Calmon, reunindo peças de artes decorativas (porcelanas orientais e europeias, prataria, ourivesaria, cristais, mobiliária), imaginária sacra e pinturas. Em 1982, incorporou-se ao acervo do MAB a doação póstuma de seu ex-diretor, José Pedreira, uma coleção pequena mas altamente representativa de aproximadamente 50 peças, entre móveis, objetos orientais e europeus.
Nas últimas décadas, a política de ampliação do acervo desenvolvida pelas sucessivas gestões do museu tem buscado preencher lacunas significativas nas coleções de pintura, escultura e artes decorativas, notadamente no que se refere ao núcleo de pintura baiana do século XX, bem como a introduzir novos núcleos de colecionismo. Destaca-se, nesse sentido, a coleção de têxteis e indumentárias, cujo desenvolvimento foi bastante incentivado graças ao aumento de doações que se seguiram a uma mostra temporária sobre roupas infantis, sediada no museu na década de 1990.

### Caracterização do acervo
O acervo museológico do Museu de Arte da Bahia é composto por aproximadamente 5 000 peças de variados tipos, funções, materiais, técnicas, proveniências e períodos, distribuídos em coleções de pinturas, esculturas religiosas, porcelanas, mobiliário, prataria, vidros e cristais, numismática, desenhos e gravuras, além de um pequeno núcleo de objetos de uso feminino, como joias, leques e indumentária. O museu também abriga um rico acervo documental, reunindo fotografias, cartas (destacando-se as correspondências trocadas entre o poeta Arthur de Salles e o historiador João da Silva Campos), postais, convites, menus, estampas e mapas antigos, num total de 6 200 objetos. A biblioteca, fundada em 1931 pelo historiador Francisco Borges de Barros, possui cerca de 9.000 livros, hemeroteca com mais de 15 000 recortes de jornais, seção de periódicos com mais de 260 títulos e outros itens.

#### Pinturas brasileiras
A coleção de pinturas brasileiras do Museu de Arte da Bahia é caracterizada por uma profunda ênfase na escola baiana, representada por meio de inúmeros exemplos notáveis de seus mais destacados autores. Abrange o período que se estende de meados do século XVIII às primeiras décadas do século XX, abordando temas religiosos, retratos, alegorias, nus, gênero, interiores, paisagens, marinhas e naturezas-mortas.

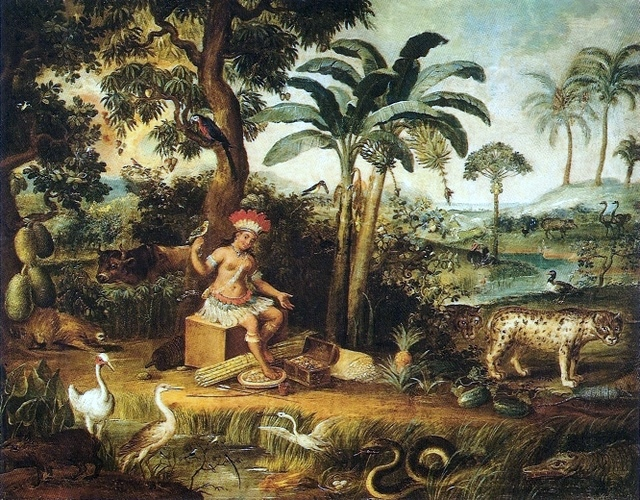
José Teófilo de Jesus - América, s.d. Acervo do MAB.

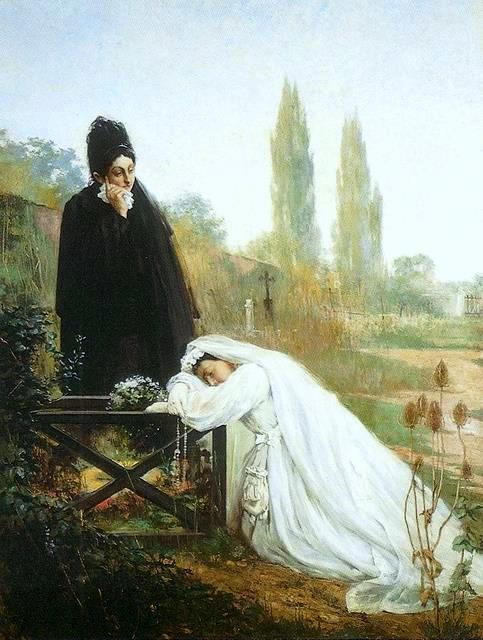
Manuel Lopes Rodrigues - Dois véus, s.d. Acervo do MAB.

No segmento referente à pintura colonial baiana, destacam-se as doze telas bifaces de José Joaquim da Rocha, um dos fundadores da escola, representando em uma das faces um dos Passos da Paixão e, na outra, um anjo portando insígnias. Foram encomendadas pela Santa Casa de Misericórdia para serem utilizadas na antiga Procissão dos Fogaréus, extinta em 1875. De José Teófilo de Jesus, discípulo de Rocha, há um vasto número de obras, abordando temas mitológicos, históricos e religiosos. Destacam-se as alegorias dos quatro continentes, África, Ásia, América e Europa. Franco Velasco, também discípulo de Rocha, está representado por um conjunto de estudos para os painéis das capelas laterais e do teto da nave da Igreja do Bonfim. De José Rodrigues Nunes o museu conserva cinco painéis representando cenas da Paixão, executados para a Procissão do Senhor do Passos da Ajuda, além de retratos e cópias de originais europeus. Há ainda obras de Bento Capinam, Luís Gomes Tourinho e Cândido Ribeiro, entre outros.
Em meados do século XIX, consolidou-se na Bahia o academismo, sobretudo após a chegada a Salvador do pintor espanhol Miguel Navarro Cañizares, de quem o museu conserva alguns retratos. Também de fatura acadêmica é o trabalho de João Francisco Lopes Rodrigues, presente no acervo com dez telas, entre retratos e naturezas-mortas. Seu filho, Manuel Lopes Rodrigues, aluno de Cañizares no Liceu de Artes e Ofícios e um dos mais importantes pintores da Bahia em seu tempo, está presente no acervo com obras-primas de seu período parisiense, como O adeus, Os dois véus, Orquestra ambulante, Procissão na Bretanha e A República, além de naturezas-mortas, várias paisagens e retratos.
Destacam-se ainda: Rodolfo Amoedo, com uma Natureza-morta, peça inusitada em sua produção eminentemente histórica; José Antônio da Cunha Couto, presente com retratos de personalidades baianas e com a tela alegórica Disputa entre cosmógrafos, talvez pintada por ocasião do quarto centenário do descobrimento da América; Francisco da Silva Romão, com Santa Cecília tocando alaúde; Antonio Olavo Baptista, com Retrato de Prisciliano Silva e um estudo de nu artístico; Prisciliano Silva, aluno de Manuel Lopes Rodrigues, autor de uma série de pinturas de interiores de igrejas e conventos baianos, além de retratos e paisagens; Alberto Valença, contemporâneo de Prisciliano, com paisagens européias e brasileiras, além de retratos; Manuel Mendonça Filho, pintor de marinhas; Oséas dos Santos, Robespierre Farias, Vieira de Campos e outros. A pintura brasileira de autores não-baianos está representada no acervo de forma pontual. Destacam-se o piauiense Lucílio de Albuquerque, com Mãe Preta, e o fluminense Antônio Parreiras, com Paisagem.

#### Pinturas estrangeiras

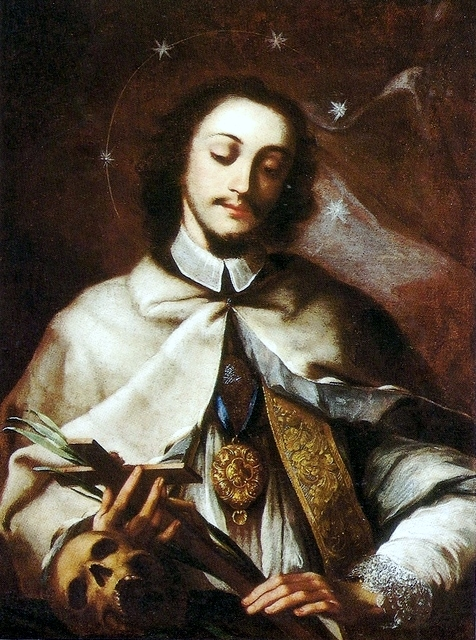
Pintor florentino da primeira metade do séc. XVII (Carlo Dolci?) - São João Nepomuceno. Acervo do MAB.

O Museu de Arte da Bahia possui uma coleção numericamente significativa de pinturas estrangeiras, adquiridas em sua maior parte por Jonathas Abbott na Europa durante o século XIX. A coleção abrange pinturas religiosas, mitológicas, alegóricas, retratos, cenas de gênero, paisagens e naturezas-mortas, originárias de várias escolas europeias (italiana, francesa, espanhola, flamenga, holandesa, inglesa) datando do século XVI em diante, mas concentrando-se sobretudo nos séculos XVII (referente ao Barroco) e XVIII (referente ao Rococó). Muitas das pinturas estrangeiras que integram a coleção do MAB estiveram no passado associadas a grandes nomes da arte ocidental, mas na maioria das vezes com base em comparações apressadas ou aproximações superficiais — algo compreensível no contexto em que a coleção foi formada, uma vez que, na primeira metade do século XIX, distinguir obras originais de cópias era uma tarefa árdua mesmo para os especialistas europeus.
No século XX, métodos mais rigorosos de investigação levaram ao surgimento de novas atribuições e a diagnósticos mais precisos quanto à natureza e importância dessas obras. Entre 1946 e 1947, o acervo de pinturas europeias do MAB foi examinado por Robert Chester Smith, especialista da Coroa Britânica. Em 1948, passaram por perícia de Germain Bazin, conservador de pinturas do Museu do Louvre. Mais recentemente, dedicaram-se a examinar o acervo Pietro Maria Bardi, diretor do Museu de Arte de São Paulo e Luciano Migliaccio, professor da Unicamp. Cabe salientar, como fruto direto dos estudos de Migliaccio, a presença de três obras do acervo do MAB na exposição Arte italiana em coleções brasileiras, realizada no MASP entre 1996 e 1997, marcando pela primeira vez a participação do MAB em eventos dessa natureza.
Embora a questão das atribuições permaneça problemática, há obras de indiscutível qualidade técnica e artística integrando o acervo estrangeiro do MAB. Destacam-se, entre outros, o Retrato de mulher, atribuído a Francisco de Goya, Cabeça de santo, atribuído a Giovanni Lanfranco, o par de alegorias Ciência e Paz, atribuídos a Sebastiano Conca e São João Nepomuceno, de um pintor florentino do século XVII, talvez Carlo Dolci. Atribuições conjecturais mais recentes de obras italianas do acervo apontam nomes como Corrado Giaquinto, Giacomo Cavedoni, Giovanni Domenico Ferretti, Giuseppe Nicola Nasini e Paolo De Matteis. Entre as peças de autoria segura, destacam-se Retrato de senhora de Édouard Viénot e Vista do Porto de Salvador no século XIX de Giuseppe Leone Righini. Há ainda um conjunto de cópias de obras célebres de Guido Reni, Caravaggio, Annibale Carracci, Murillo, Rembrandt, Théodore Géricault, etc.

#### Imaginária
O MAB conserva uma coleção bastante significativa de imagens religiosas, provenientes do Brasil Colônia, sobretudo da Bahia, de Portugal e do Oriente Português, quase todas devidas a santeiros ativos entre os séculos XVII e XIX. São representações eruditas ou populares de Jesus Cristo, das principais invocações da Virgem Maria e dos santos mais populares do devocionário cristão. A maior parte das esculturas, seguindo a tendência desse período da arte luso-brasileira, são de artistas e artesãos anônimos, possuem dimensões reduzidas e eram destinadas ao uso em oratórios particulares. Menos frequentes, as imagens de proporções monumentais eram em geral destinadas a altares de igrejas ou capelas dos engenhos e solares da Bahia. Há um pequeno conjunto de peças atribuíveis ou devidas a santeiros renomados, como Manuel Inácio da Costa, Aurélio Rodrigues da Silva, Basílio Antonio Rodrigues Setúbal, entre outros. Destaca-se o monumental Cristo Crucificado, com 137 centímetros de altura, atribuído a Domingos Pereira Baião, feita com jacarandá, prata, ouro e rubis. No segmento referente à imaginária oriental, destacam-se as peças provenientes da Índia Portuguesa, sobretudo de Goa e do Ceilão, nas quais predomina o uso do marfim como matéria-prima.

#### Porcelanas
A coleção de porcelanas é um dos mais importantes conjuntos que integram o acervo do MAB. A maioria é de fabricação chinesa e quase todas foram produzidas durante a Dinastia Qing. Favorecida por sua posição geográfica estratégica, como escala das naus europeias que retornavam da Ásia com carregamentos, bem como por sua condição de capital até o ano de 1763, a cidade de Salvador foi por muito tempo destino de grande parte da louça chinesa (usualmente denominada "porcelana da Companhia das Índias") que aportava no ocidente, o que explica a vasta quantia existente dessas peças em coleções particulares baianas e, consequentemente, no Museu de Arte da Bahia. A coleção inclui serviços de mesa, com terrinas, sopeiras, travessas e pratos, além de urnas, garrafas, escarradeiras e objetos ornamentais como vasos, jarrões, potiches, figuras e estatuetas.
Estão representados o Serviço dos Pavões,  o "dos galos" e o "das corças", que se popularizaram após a transferência da corte portuguesa para o Brasil. Destacam-se os pratos decorados e um lavabo com fonte e bacia da "família verde"; pratos medalhões, jarras e potiches powder-blue da "família rosa"; imari chineses, pratos, tigelas e potes decorados com esmaltes azul-escuro, vermelho-alaranjado e dourado; jarras do tipo garniture de cheminée; diversos exemplares de louça azul e branca, também dita "de Macau", e porcelanas monocromadas em azul com friso dourado, fabricadas na China exclusivamente para exportação, em conformidade com o gosto europeu.
O segmento é referente às porcelanas européias é majoritariamente composto por peças francesas dos séculos XVIII e XIX. São serviços de chá e café, pratos, travessas, bombonières e figuras decorativas, produzidos por manufaturas como a de Sèvres e Jacob Petit. Em menor escala estão representadas as escolas inglesa (faiança Wedgwood) e portuguesa (destacando-se um conjunto de peças utilitárias e decorativas de toque humorístico, produzidas por Rafael Bordalo Pinheiro).

#### Prataria e ourivesaria
O MAB possui uma valiosa coleção de objetos de prata dos séculos XVIII e XIX, onde predominam as peças relacionadas à liturgia católica (lâmpadas de igreja, caldeiras, cálices, osculatórios, píxides etc.), além de salvas neoclássicas, castiçais, objetos de montaria, pencas de balangandãs, porta-toalhas, exemplares de ourivesaria popular, etc. São peças de fabricação baiana em sua maioria, estando também representados outros centros produtores brasileiros, como o Rio de Janeiro, e estrangeiros, sobretudo Portugal. Entre os destaques, encontra-se uma camilha baiana de prata com aplicações de ouro, bem como uma guarnição de altar, composta por quatro jarras de angélicas entre folhagens, arrematada por laço de seis pontas. Há um número razoável de peças registradas, destacando-se aquelas devidas ao ensaiador Manuel Eustáquio de Figueiredo, como um conjunto de gomil e bacia e poncheiras em forma de urna. Entre os objetos de ouro, destacam-se as jóias, como pulseiras "de copo" e "de punho", correntões de crioula, correntes, colares de bola e medalhões.

#### Mobiliário
A coleção de mobiliário do MAB é composta por peças provenientes de antigas famílias e instituições religiosas e públicas do estado, sendo altamente representativa da evolução estética, dos hábitos e das maneiras de viver da sociedade baiana ao longo do tempo. A coleção abarca uma grande variedade de móveis do barroco baiano do século XVIII (estilos D. João V e D. José), como arcas, cadeiras, canapés, mochos, vários tipos de mesa, camas, papeleiras, oratórios, etc. Do século XIX, há diversos exemplares neoclássicos, agrupados nos estilos Império e D. João VI, como mesas, cadeiras, cômodas, consoles, marquesas, preguiceiros, tremós, toucadores, maquinetas e oratórios. Prevalecem na coleção as peças feitas com madeiras nativas da região, como jacarandá e vinhático. Em menor escala, estão presentes no acervo móveis de outras regiões do Brasil e de outros países, como Portugal, Índia Portuguesa e França.
Destacam-se, entre muitos outros: um grande banco de assento em palhinha do século XVII, procedente da Casa da Relação; do século XVIII, um raro contador dotado de múltiplas gavetas, com incrustações de marfim, e uma cama de dossel em jacarandá, ricamente decorada com conchas, cartelas, volutas e folhagens compondo o "frontão", arrematado por bilros e sustentado por colunas torneadas em espiral e balaústre; do século XIX, uma cadeirinha de arruar, um sofá em vinhático e palhinha de formato inusual, procedente do antigo Teatro São João, e uma curiosa pianola-costureira, peça francesa em pinho, que visava atender às mais comuns exigências da educação feminina oitocentista.